# Hydroptila ortaca
Hydroptila ortaca är en nattsländeart som beskrevs av Füsun Sipahiler 1989. Hydroptila ortaca ingår i släktet Hydroptila och familjen smånattsländor. Inga underarter finns listade i Catalogue of Life.